# Parafia św. Jana Kantego w Słupsku
Parafia pw. Świętego Jana Kantego w Słupsku – parafia należąca do dekanatu Słupsk Wschód, diecezji koszalińsko-kołobrzeskiej, metropolii szczecińsko-kamieńskiej. Została utworzona i wydzielona z części parafii pw. Najświętszego Serca Jezusowego w Słupsku, przez biskupa Ignacego Jeża 1 września 1991 r.
Jest to parafia i kościół akademicki dla studentów ze Słupska.

## Miejsca święte

### Kościół parafialny
Kościół pw. św. Jana Kantego w Słupsku
Kościół przebudowany ze szpitalnego magazynu. Składa się z części kościelnej oraz katechetyczno – plebanijnej. Obecny wygląd jest efektem pracy Ks. Antoniego Tofila.

### Kościoły filialne i kaplice
Kościół pw. św. Teresy od Dzieciątka Jezus w Krępie

## Duszpasterze

### Księża posługujący w parafii
| Kapłani                                                | Okresy urzędowania w Parafii | Źródła |
| ------------------------------------------------------ | ---------------------------- | ------ |
| ks. Cezary Wojciech Filimon – proboszcz                | od 2017                      | [ 1 ]  |
| ks. Marcin Kościński wikariusz, duszpasterz akademicki | od 2022                      | [ 1 ]  |
| ks. Dawid Andryszczak – kapelan szpitala               | od 2020                      | [ 1 ]  |